# Mario Gómez
Mario Gómez García (* 10. Juli 1985 in Riedlingen) ist ein ehemaliger deutsch-spanischer Fußballspieler und gegenwärtiger -funktionär. Seit Januar 2022 ist er als „Technischer Direktor“ bei Red Bull Soccer International tätig.
Gómez begann seine Profikarriere beim VfB Stuttgart, mit dem er 2007 Deutscher Meister wurde. Von 2009 bis 2013 spielte er für den FC Bayern München, mit dem er zwei Mal das Double aus Meisterschaft und DFB-Pokalsieg, sowie einmal den Gewinn der Champions League erreichte. Nach einem zweijährigen Gastspiel beim AC Florenz in der italienischen Serie A spielte der Bundesliga-Torschützenkönig von 2011 in der Saison 2015/16 auf Leihbasis in der türkischen Süper Lig für Beşiktaş Istanbul, bei dem er Meister und Torschützenkönig wurde. Nach eineinhalb Jahren beim VfL Wolfsburg kehrte Gómez im Januar 2018 zum VfB Stuttgart zurück, bei dem er 2020 seine Karriere beendete.
Er spielte von 2007 bis 2018 für die deutsche A-Nationalmannschaft. Mit ihr nahm er an den Weltmeisterschaften 2010 und 2018 sowie an den Europameisterschaften 2008, 2012 und 2016 teil.

## Persönliches
Mario Gómez García wurde 1985 als Sohn einer Deutschen und eines aus Andalusien stammenden Spaniers im baden-württembergischen Riedlingen geboren. Sein doppelter Nachname leitet sich nicht, wie in der spanischen Namensbildung üblich, von Vater und Mutter ab, sondern wurde nach deutschem Namensrecht gebildet und entspricht daher dem vollen Nachnamen seines Vaters. Aufgewachsen ist er mit seiner drei Jahre älteren Schwester im Nachbarort Unlingen. Sein Vater war als Jugendlicher mit seiner Familie aus Albuñán in der Provinz Granada nach Baden-Württemberg gezogen.
Zu Gunsten seiner Profikarriere im Fußball beendete er 2003 das Wirtschaftsgymnasium Johann-Friedrich-von-Cotta-Schule in Stuttgart-Ost nach der zwölften Klasse mit dem schulischen Teil der Fachhochschulreife. An der Eliteschule des Fußballs hatte er zuvor Einzelunterricht erhalten. Seinen Zivildienst absolvierte Gómez wie viele Spieler des VfB Stuttgart beim Berufsbildungswerk Waiblingen.
Gómez ist seit dem 22. Juli 2016 mit dem Model Carina Wanzung verheiratet. Im Mai 2018 wurden die beiden erstmals Eltern. Im Februar 2021 kamen in München die gemeinsamen Zwillinge zur Welt.

## Vereinskarriere

### Jugend
Gómez wurde mit vier Jahren beim SV Unlingen angemeldet. Mit fünf Jahren begann er dort Fußball zu spielen und blieb bis zur D-Jugend. Danach wechselte er zur C-Jugend des FV Bad Saulgau, anschließend war er für eine Spielzeit beim SSV Ulm. Im Sommer 2001 wechselte er mit knapp 16 Jahren in die Jugendabteilung des VfB Stuttgart.

### VfB Stuttgart

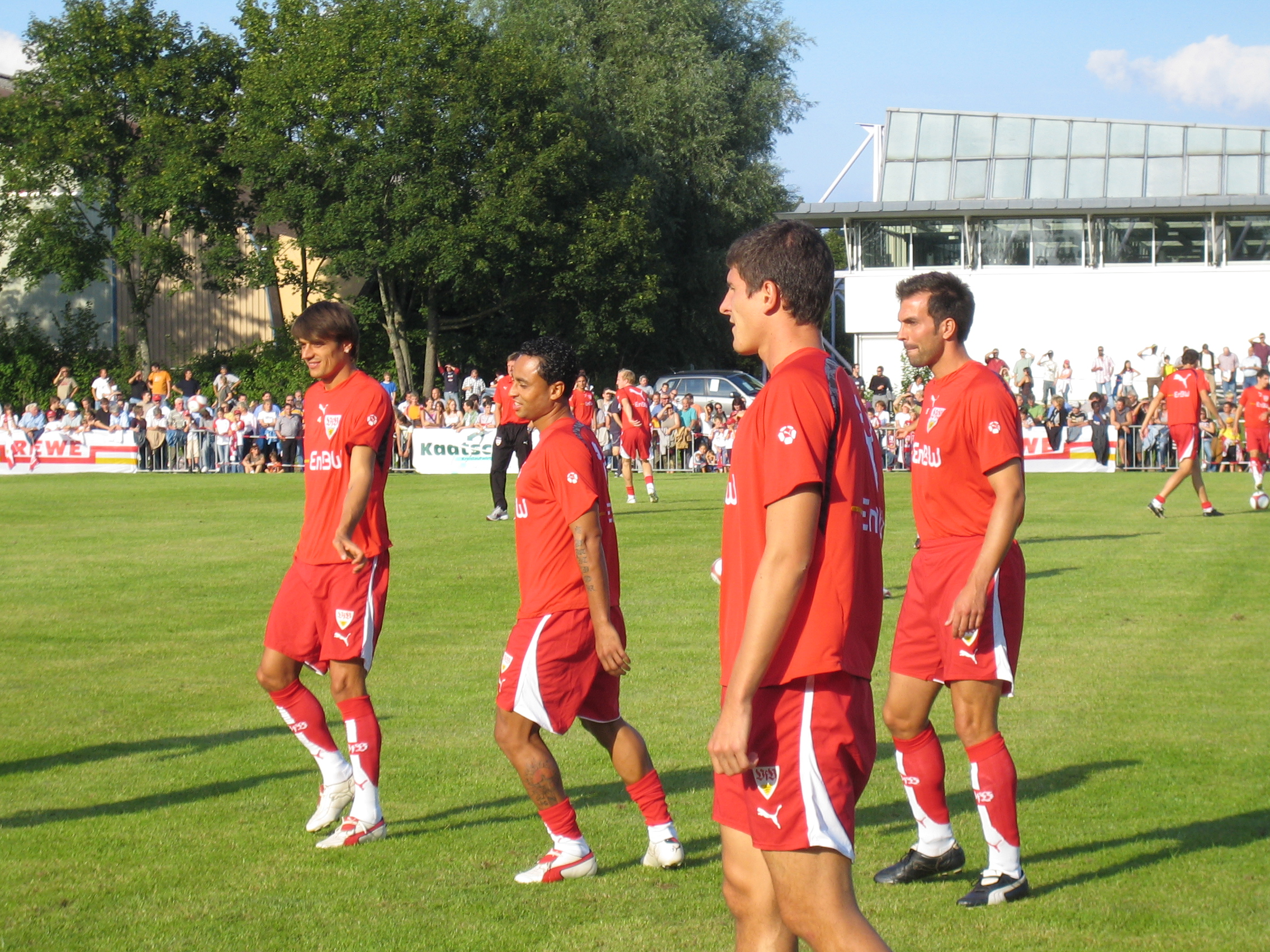
Mario Gómez (2. von rechts) vor einem Testspiel gegen die Wernauer Sportfreunde 2006

In der Saison 2003/04 kam er zu 19 Regionalliga-Einsätzen für die Amateurmannschaft des VfB und erzielte sechs Tore. Sein Debüt gab er am 9. August 2003 (2. Spieltag), als er in der 79. Minute für Florian Lechner eingewechselt wurde, bei der 0:1-Heimniederlage gegen Kickers Offenbach; sein erstes Tor am 10. Oktober 2003 (11. Spieltag) bedeutete in der 88. Minute den 3:0-Endstand beim Heimsieg gegen Rot-Weiß Erfurt.
Am 8. Mai 2004 (32. Spieltag) – in der 48. Minute für Imre Szabics eingewechselt – gab er bei der 1:2-Niederlage beim Hamburger SV sein Bundesligadebüt. International spielte er bereits am 9. März 2004 – in der 81. Minute für Andreas Hinkel eingewechselt – als seine Mannschaft im Achtelfinal-Rückspiel der Champions League ein 0:0-Unentschieden beim FC Chelsea erreichte.
In der Saison 2004/05 erzielte Gómez 15 Tore in 24 Spielen der Amateurmannschaft und empfahl sich für den Profikader, für den er zu acht Erstligaeinsätzen kam. In der folgenden Saison wurde er bereits 30-mal (6 Tore) eingesetzt und erzielte auch sein erstes Bundesligator, das am 17. September 2005 (5. Spieltag) den 2:1-Auswärtssieg beim 1. FSV Mainz 05 bedeutete. 2005 erreichten die Stuttgarter das Ligapokalfinale, das mit 0:1 gegen den FC Schalke 04 verloren wurde. Er bestritt fünf UEFA-Pokalspiele (zwei Tore) und drei Ligapokalspiele. Im Anschluss verlängerte er seinen Vertrag mit dem VfB Stuttgart bis zum 30. Juni 2011.
Ein am 10. März 2007 (25. Spieltag) beim torlosen Unentschieden im Heimspiel gegen den VfL Wolfsburg erlittener Innenbandriss im Knie, zwang ihn zur zweimonatigen Spielpause und brachte ihn – zu diesem Zeitpunkt in der Torschützenliste in Führung liegend – um den möglichen Gewinn der „Torjägerkanone“ – nicht aber um den Gewinn der deutschen Meisterschaft; für ihn der erste Titel als Profi. Das Finale des DFB-Pokals am 26. Mai 2007 wurde jedoch mit 2:3 gegen den 1. FC Nürnberg verloren. Aufgrund der erfolgreichen Saison wurde Gómez 2007 zu Deutschlands Fußballer des Jahres gewählt.
In der Saison darauf erzielte Gómez in 25 Spielen 19 Tore und war damit – hinter Luca Toni vom FC Bayern München – zweitbester Torschütze. International schied er mit seiner Mannschaft bereits nach der Gruppenphase der Champions League aus und in der Liga belegte man am Ende den sechsten Tabellenplatz.
Nach enttäuschendem Saisonstart 2008/09 und sieben Toren in der Hinrunde steigerte sich Gómez und erzielte 17 Tore in der Rückrunde. Darunter waren drei Tore beim 3:0-Auswärtssieg gegen den 1. FC Köln am 18. April (28. Spieltag) sowie vier Tore am 9. Mai (31. Spieltag) beim 4:1-Sieg im Heimspiel gegen den Tabellenführer und späteren Meister VfL Wolfsburg. Damit war er wie im Jahr zuvor bester deutscher Torschütze in der Bundesliga, allerdings hinter den beiden Wolfsburgern Grafite und Edin Džeko.

### FC Bayern München

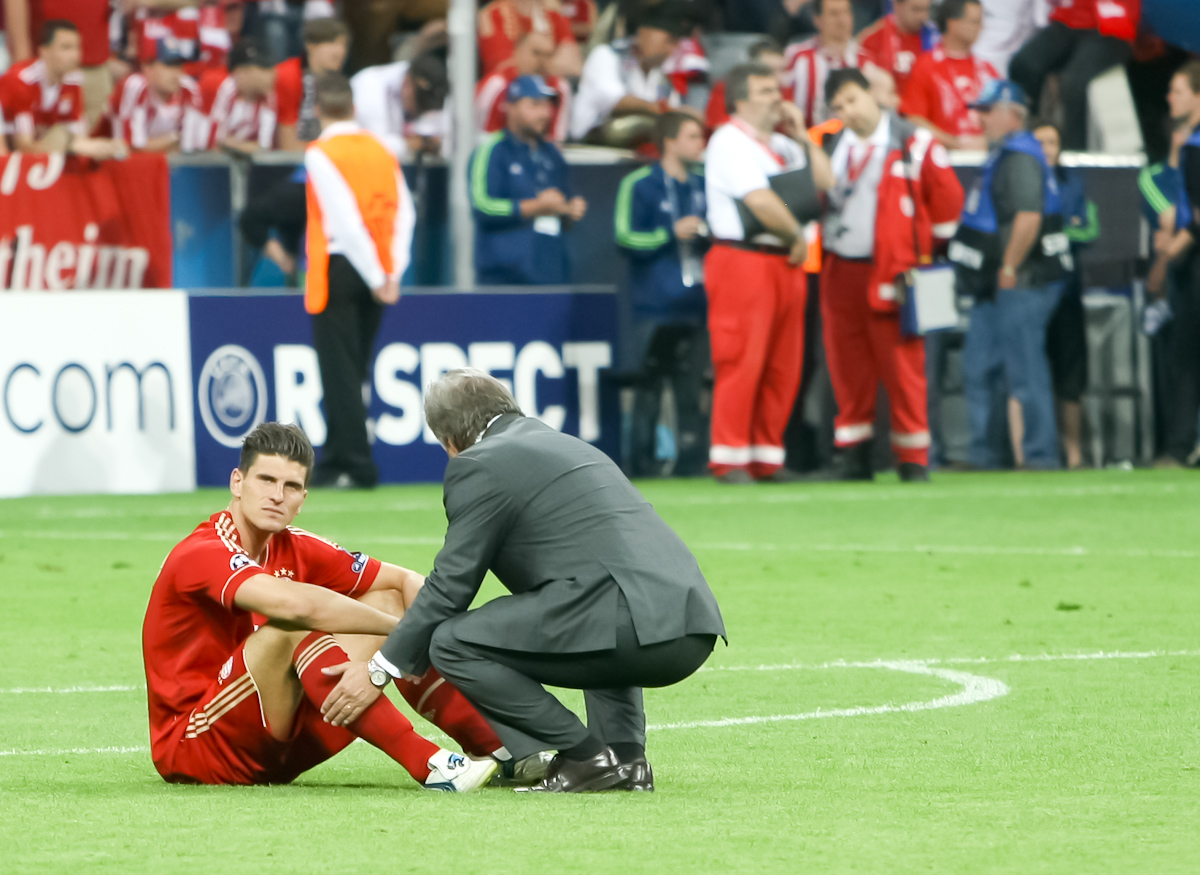
Mario Gómez nach dem UEFA Champions-League-Finale 2012 gegen den FC Chelsea

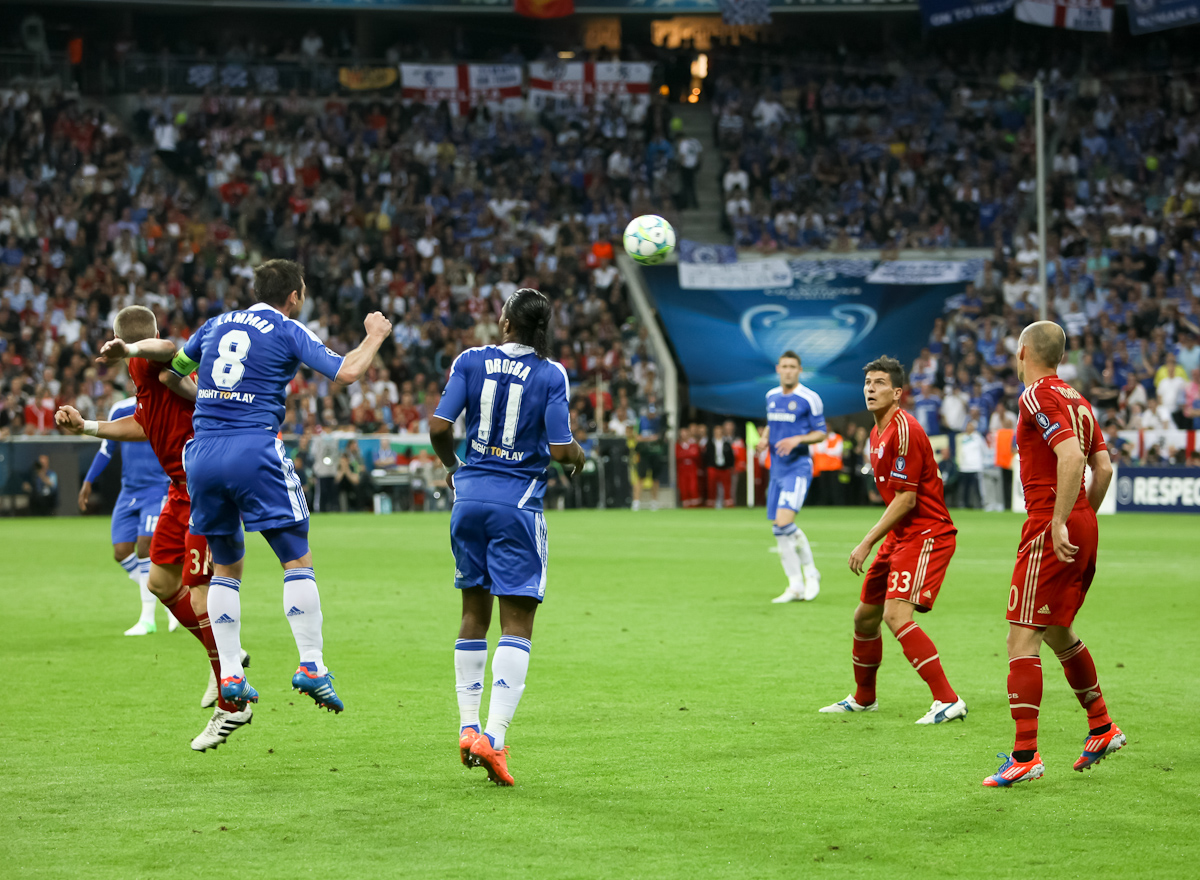
Gómez während des UEFA Champions-League-Finals (von links nach rechts: Bastian Schweinsteiger, Frank Lampard, Didier Drogba, Gary Cahill, Mario Gómez und Arjen Robben)

Für eine Ablösesumme von geschätzten 30 Millionen Euro – zum damaligen Zeitpunkt die teuerste Verpflichtung des FC Bayern München und zugleich die teuerste innerhalb der Bundesliga – erhielt Gómez einen Vierjahresvertrag beim deutschen Rekordmeister zur Saison 2009/10. Im ersten Pflichtspiel für die Bayern am 2. August 2009 erzielte er zwei Tore beim 3:1-Erfolg gegen die SpVgg Neckarelz im DFB-Pokal. Am 1. Mai 2010 absolvierte Gómez gegen den VfL Bochum sein 150. Bundesligaspiel. In seinem ersten Jahr bei den Bayern konnte er zunächst nicht an seine Leistungen beim VfB Stuttgart anschließen, erzielte aber dennoch 14 Pflichtspieltore und gewann am Ende der Saison das Double (Meisterschaft und DFB-Pokal). Auch das Finale der Champions League wurde erreicht, das jedoch gegen Inter Mailand mit 0:2 verloren wurde.
Zu Beginn der Saison 2010/11 kam Gómez nur zu Kurzeinsätzen. Er stand jedoch am 7. Spieltag gegen Borussia Dortmund zum ersten Mal seit längerer Zeit wieder in der Startformation, blieb aber weiter torlos. Teils wegen guter Leistung am vorhergehenden Spieltag, teils aufgrund mehrerer Personalausfälle stand Gómez im Spiel gegen Hannover 96 erneut in der Startelf und erzielte alle Treffer zum 3:0-Sieg. Insgesamt erzielte er in dieser und den folgenden acht Bundesligapartien bis zur Winterpause zwölf Tore, dazu kamen sechs Treffer in der Champions League und zwei im DFB-Pokal. Dabei traf er jeweils dreimal gegen CFR Cluj und den VfB Stuttgart. Insgesamt gelangen ihm in dieser Bundesligasaison fünf Dreifachtorerfolge – der Rekord von Gerd Müller liegt bei sechs –, neben Hannover und Stuttgart auch noch gegen den 1. FC Kaiserslautern, Bayer 04 Leverkusen und den FC St. Pauli. Gegen Leverkusen erzielte Gómez seinen ersten „lupenreinen“ Hattrick in der Bundesliga. Im Spiel beim FC St. Pauli am 7. Mai 2011 schoss er zugleich sein 100. Bundesligator. Mit insgesamt 28 Saisontoren gewann Gómez erstmals die Bundesliga-Torjägerkanone und ist damit der sechste Bayern-Stürmer, dem dies gelang. Mit zusätzlichen acht Treffern in acht Partien der Champions League, mit denen er gemeinsam mit Samuel Eto’o zweitbester Torjäger wurde, und drei Toren im DFB-Pokal erreichte er eine Quote von 39 Toren in 45 Pflichtspielen.
Auch in der Saison 2011/12 traf er von Beginn an häufig. So erzielte er im Spiel gegen den 1. FC Kaiserslautern einen weiteren Hattrick und im Spiel gegen den SC Freiburg vier Treffer. In der Vorrunde der Champions League 2011/2012 gelang Gómez beim 3:2-Sieg der Bayern gegen den SSC Neapel als erstem deutschen Spieler in der Champions League erneut ein lupenreiner Hattrick. In derselben Spielzeit erzielte er im Achtelfinale beim 7:0-Sieg der Bayern gegen den FC Basel als erster deutscher Spieler vier Tore in einem Champions-League-Spiel. Seine insgesamt zwölf Treffer in der Champions-League-Saison hätten einen Rekord bedeutet, wenn nicht Lionel Messi im gleichen Jahr 14 Tore erzielt und damit Gómez übertroffen hätte. Auch in der Bundesliga erreichte er, lange auf Rang eins liegend, mit 26 Toren lediglich den zweiten Platz in der Torschützenliste hinter Klaas-Jan Huntelaar. Dazu passt, dass sich auch der FC Bayern in dieser Saison sowohl in der Bundesliga und dem DFB-Pokal als auch in der Champions League mit dem zweiten Platz begnügen musste. Im Finale der „Königsklasse“, das in München stattfand, traf Gómez zwar im Elfmeterschießen gegen Petr Čech, verlor aber mit seinem Team dennoch gegen den FC Chelsea. Im April 2012 hatte Gómez seinen Vertrag beim FC Bayern München bis zum Jahr 2016 verlängert.
Nach einer Verletzung, die er sich in der Vorbereitung zur Saison 2012/13 zuzog, fiel er dreieinhalb Monate aus. Erst Ende November 2012 kehrte er zurück. In seinem ersten Bundesligaspiel nach der Verletzung erzielte er gegen Hannover 96 26 Sekunden nach seiner Einwechslung sein erstes Pflichtspieltor der Saison. Infolge seiner Verletzung verlor Gómez seinen Stammplatz an den vom VfL Wolfsburg verpflichteten Mario Mandžukić. Trotz zahlreicher Ein- und Auswechslungen traf Gómez regelmäßig in der Liga. Am 16. April 2013 schoss er nach seiner Einwechslung im Pokal-Halbfinale gegen den VfL Wolfsburg innerhalb von sechs Minuten einen Hattrick. Bereits am 28. Spieltag sicherte er sich mit dem FC Bayern die deutsche Meisterschaft, so früh war diese in der Bundesliga noch nie zuvor entschieden. Am 25. Mai gewann er die Champions League, wobei er im Finale erst kurz vor Schluss eingewechselt wurde. Dazu erzielte er zwei Tore im DFB-Pokalfinale, das in Berlin mit 3:2 gegen seinen ehemaligen Verein VfB Stuttgart gewonnen wurde, und mit sechs Treffern wurde er Torschützenkönig des Wettbewerbs.
Gemessen an den erzielten Toren pro Einsatzminute wies Gómez die bis dahin höchste Quote aller Spieler in der Geschichte des FC Bayern München auf und hielt zeitweilig den Vereinsrekord. Bei insgesamt 11.267 gespielten Minuten erzielte er 113 Tore, was 0,90 Toren pro 90 Minuten entspricht. Mit dieser Quote stand er sogar vor Gerd Müller, der es in 38.155 Minuten auf 365 Tore brachte und damit auf eine Quote von 0,86 Toren pro 90 Minuten kam.

### AC Florenz
Zur Saison 2013/14 wechselte Gómez in die Serie A zum AC Florenz. Am 26. August 2013 (1. Spieltag) debütierte er beim 2:1-Sieg im Heimspiel gegen Catania Calcio und erzielte am 1. September 2013 (2. Spieltag) beim 5:2-Sieg im Auswärtsspiel gegen den CFC Genua mit dem Treffer zum zwischenzeitlichen 3:0 in der 42. Minute und dem 5:2 per Strafstoß in der Nachspielzeit auch seine ersten Tore für die „Fiorentina“. Am 15. September 2013 (3. Spieltag) verletzte sich Gómez in der Begegnung mit Cagliari Calcio und zog sich einen Innenbandteilriss und eine Zerrung im rechten Knie zu. Eine sich anschließende Sehnenentzündung verzögerte die Rückkehr ins Team bis zum 15. Februar 2014, bevor er an diesem Tag, bei der 1:2-Niederlage im Heimspiel gegen Inter Mailand, wieder ein Ligaspiel bestritt. Im Achtelfinal-Hinspiel der UEFA Europa League, am 13. März 2014, wurde Gómez in der 67. Minute eingewechselt und erzielte in der 79. Minute den Ausgleich zum 1:1 gegen Juventus Turin. Am 23. März 2014 zog sich Gómez im Spiel gegen den SSC Neapel eine schwere Bänderdehnung im Knie zu.

### Beşiktaş Istanbul

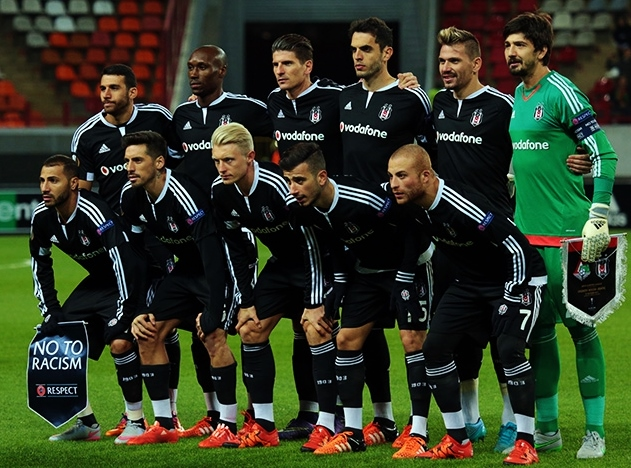
Mario Gómez bei Beşiktaş Istanbul (2015)

Am 30. Juli 2015 wurde Gómez bis zum Ende der Saison 2015/16 an Beşiktaş Istanbul verliehen. Sein Ligadebüt gab er am 16. August 2015 beim 5:2-Sieg im Auswärtsspiel gegen Mersin İdman Yurdu, als er in der 73. Minute für Oğuzhan Özyakup eingewechselt wurde; seine ersten beiden Tore für Beşiktaş erzielte er am 13. September 2015 beim 2:0-Sieg im Heimspiel gegen Istanbul Başakşehir. Am 11. April 2016 schoss er das erste Tor in der neuen Istanbuler Vodafone Arena. Am 15. Mai 2016 gewann er mit seiner Mannschaft am vorletzten Spieltag mit 3:1 im Heimspiel gegen Osmanlıspor FK, in dem er zum 3:0 traf, vorzeitig die Meisterschaft. Mit 26 Toren wurde Gómez auch Torschützenkönig der Süper Lig. Er ist für Beşiktaş der ausländische Spieler mit den meisten Pflichtspieltoren innerhalb einer Saison. Am 20. Juli 2016 – wenige Tage nach dem Putschversuch in der Türkei – gab Gómez bekannt, wegen der politischen Situation im Land nach seinem Urlaub nach der Europameisterschaft nicht fest zu Beşiktaş wechseln zu wollen.

### VfL Wolfsburg
Zur Saison 2016/17 wechselte Gómez zum VfL Wolfsburg und kehrte damit in die Bundesliga zurück. Sein Bundesligadebüt für den VfL gab er am 10. September 2016 (2. Spieltag) beim 0:0 im Heimspiel gegen den 1. FC Köln. Sein erstes Bundesligator nach der Rückkehr aus der Türkei erzielte er am 22. Oktober 2016 bei der 1:3-Niederlage im Auswärtsspiel gegen den SV Darmstadt 98 mit dem Treffer zum 1:1 in der 60. Minute. Einen Hattrick erzielte Gómez am 2. April 2017 beim Auswärtsspiel gegen Bayer 04 Leverkusen zwischen der 80. und 87. Spielminute. Dies ist der bis dahin fünftschnellste Hattrick in der Bundesliga und der schnellste in einem Auswärtsspiel. Am Ende der Saison belegte Gómez mit dem VfL Wolfsburg nach einer 1:2-Niederlage am letzten Spieltag beim Hamburger SV den 16. Platz und musste somit zwei Relegationsspiele um den Klassenerhalt gegen den Zweitliga-Dritten Eintracht Braunschweig bestreiten. Im Hinspiel in Wolfsburg hatte er einen Ball an der Strafraumkante mit der Hand für Yunus Malli abgelegt, was von Schiedsrichter Sascha Stegemann übersehen wurde; dieser sprach stattdessen dem VfL Wolfsburg einen Handelfmeter zu, den Gómez zum 1:0-Siegtreffer verwertete. Da der VfL Wolfsburg das Rückspiel in Braunschweig ebenfalls mit 1:0 gewann, gelang ihnen der Klassenerhalt. In den Ligaspielen hatte Gómez dazu 16 Tore beigetragen.
Zur Saison 2017/18 wurde Gómez vom Cheftrainer Andries Jonker zum Mannschaftskapitän des VfL ernannt. Er trat damit die Nachfolge des zur AS Monaco abgewanderten Diego Benaglio an. In der Hinrunde erzielte er in zwölf Spielen ein Tor, nachdem er wegen eines Einrisses der Gelenkkapsel im linken Sprunggelenk und eines Bänderanrisses zwischenzeitlich mehrere Wochen nicht mittrainieren konnte.

### Rückkehr zum VfB Stuttgart

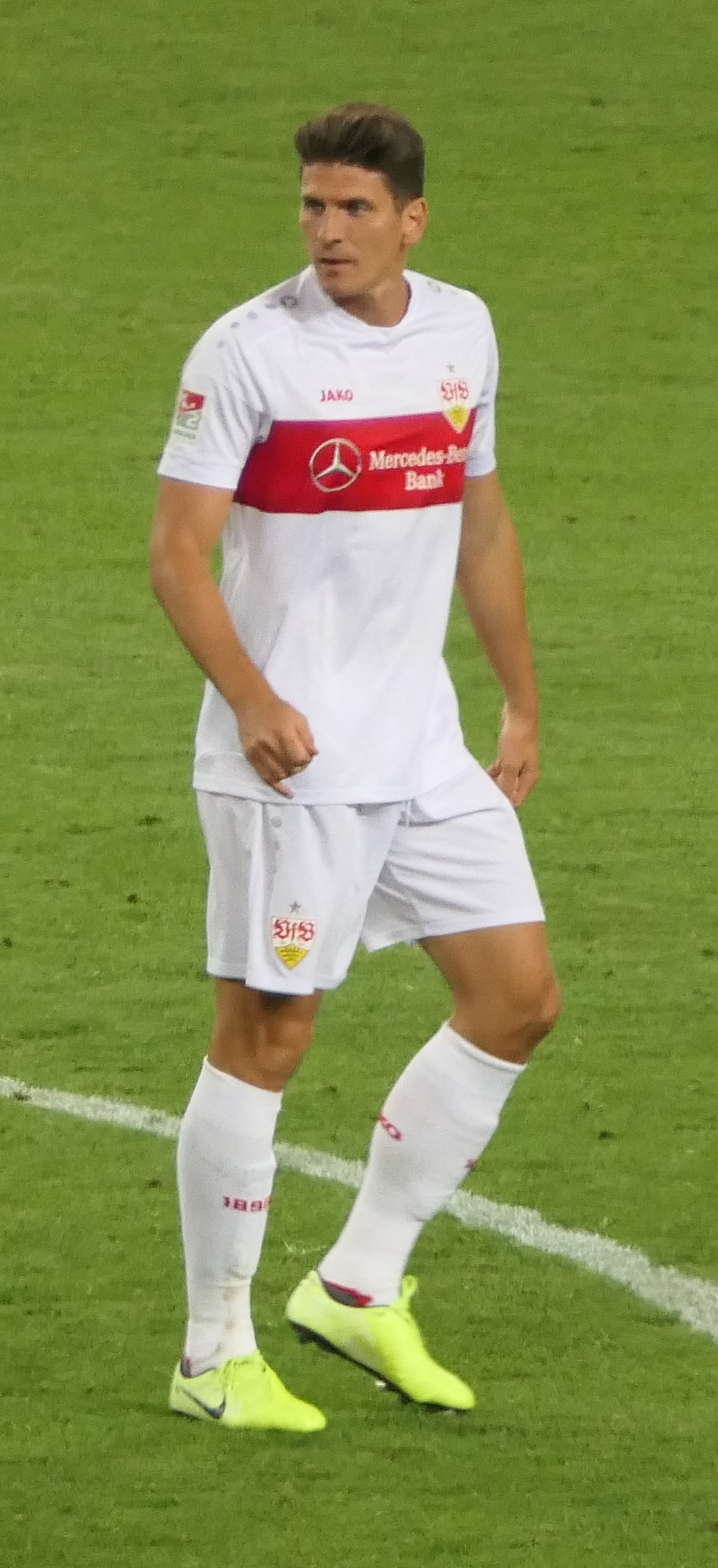
Mario Gómez beim VfB Stuttgart 2019

Zur Rückrunde der Saison 2017/18 kehrte Gómez zum VfB Stuttgart zurück. Er unterzeichnete am 28. Dezember 2017 einen bis zum 30. Juni 2020 datierten Vertrag. Bei seinem Comeback beim Rückrunden-Auftakt gegen Hertha BSC am 13. Januar 2018 führte er das Tor zum 1:0-Heimsieg in der Mercedes-Benz Arena herbei, als der Herthaner Niklas Stark bei einem Foul an Gómez den Ball in das eigene Tor lupfte. Beim 1:1 gegen seinen Ex-Klub VfL Wolfsburg gelang ihm am 3. Februar 2018 der erste eigene Treffer nach seinem Comeback. Obwohl der VfB Stuttgart im bisherigen Saisonverlauf auswärts noch sieglos geblieben war, sorgte Gómez mit seinen Toren daraufhin für drei Auswärtssiege in Folge, die entscheidend für den Sprung in das gesicherte Mittelfeld der Tabelle waren. Mit einem Doppeltorerfolg gegen die TSG Hoffenheim am 33. Spieltag seiner Rückkehr-Saison war er schließlich auch im heimischen Stadion erstmals wieder vor dem Tor erfolgreich.
In der Saison 2018/19 erzielte Gómez sieben Saisontore. Am Ende stand er mit dem VfB auf dem 16. Tabellenplatz und musste in der Relegation gegen den 1. FC Union Berlin antreten; dort traf er im Hinspiel zur zwischenzeitlichen 2:1-Führung. Das Spiel endete 2:2. Nach einem 0:0 beim Rückspiel in Berlin stieg der VfB aufgrund der Auswärtstorregel in die 2. Bundesliga ab. Gómez entschied sich kurz darauf, mit dem VfB in die zweite Liga zu gehen und seinen bis Juni 2020 gültigen Vertrag zu erfüllen. Nach seinem letzten Zweitligaspiel am 28. Juni 2020 mit Auswechslung in der 82. Minute bei der 1:3-Niederlage im Heimspiel gegen den SV Darmstadt 98, in dem er mit dem Treffer zum 1:1 in der 42. Minute zugleich auch sein letztes Tor erzielte, und dem erreichten Aufstieg in die höchste deutsche Spielklasse, gab er sein sofortiges Karriereende bekannt.

## Nationalmannschaft

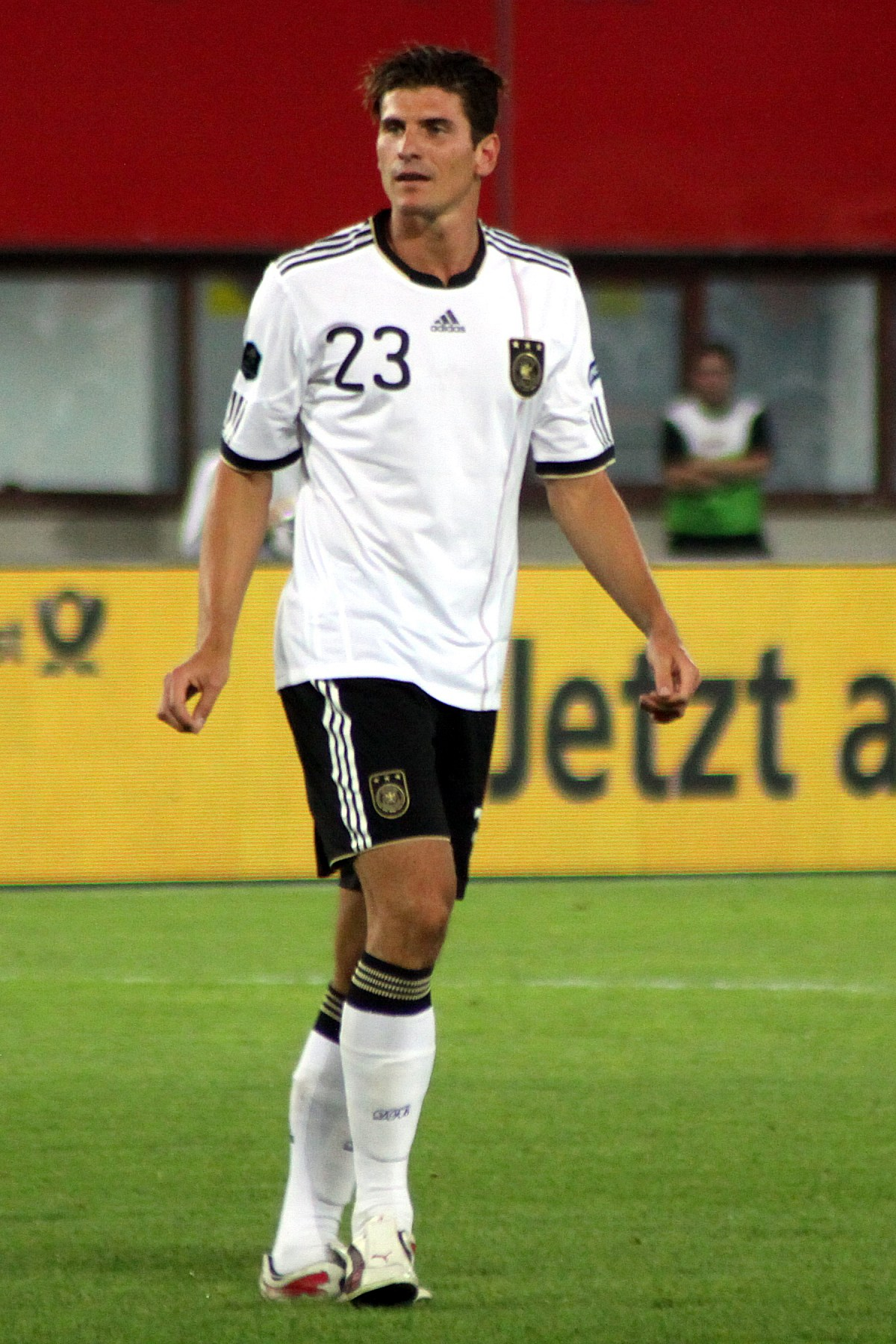
Mario Gómez in einem Länderspiel 2011

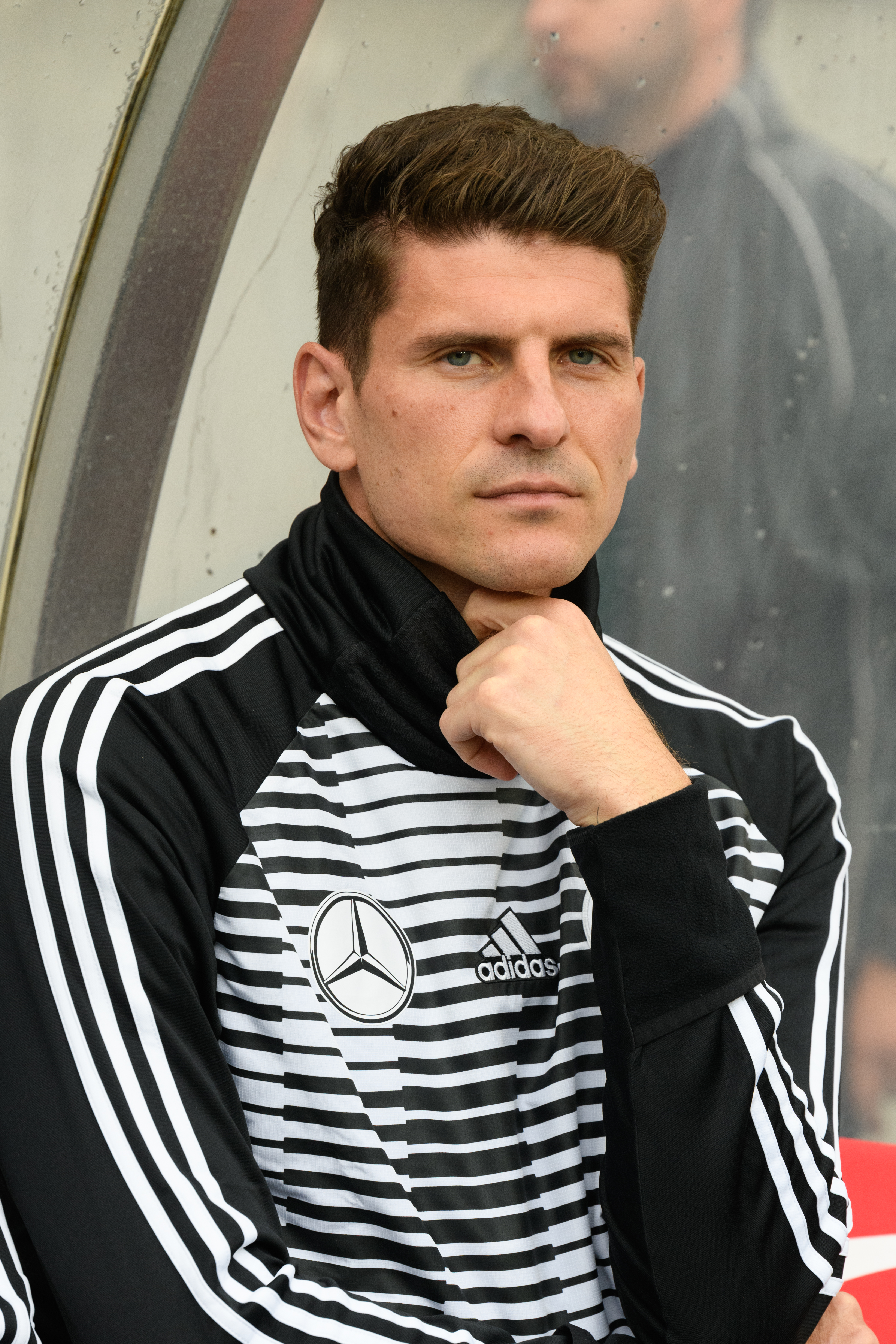
Mario Gómez (2018)

Gómez durchlief die Juniorenteams Deutschlands seit der U15 und nahm dabei an mehreren Turnieren teil. Für die U-20-Nationalmannschaft spielte er achtmal, erstmals am 1. September 2004 beim 3:0-Sieg über die Schweiz und letztmals am 1. Juni 2005 bei der 2:3-Niederlage gegen die Auswahl Chinas in Kleve. Sein Debüt für die U-21-Nationalmannschaft gab er am 11. Oktober 2005 beim 3:0-Sieg über die Auswahl Österreichs in Sankt Veit. In seinem vierten Spiel, am 5. September gegen Rumänien in Wilhelmshaven, gelang ihm beim 5:1-Sieg auch sein einziges Tor. Es folgten noch zwei Spiele gegen England, die beide mit 0:1 verloren gingen. Für die Perspektiv-Mannschaft Team 2006 bestritt er die letzten beiden Länderspiele: Am 6. September 2005 beim 1:1 gegen die A2-Nationalmannschaft der Türkei in Ankara und am 15. November 2005 beim 5:2-Sieg gegen die Auswahlmannschaft Österreichs in Mattersburg, bei dem er mit dem Treffer zum zwischenzeitlichen 2:0 in der 40. Minute ein Tor erzielte.
In der Saison 2006/07 spielte sich Gómez durch gute Leistungen in die A-Nationalmannschaft, in der er bei seinem Debüt am 7. Februar 2007 in der Multifunktionsarena Düsseldorf in Düsseldorf gegen die Schweiz (3:1) gleich ein Tor erzielte.

### EM 2008
Bei der Europameisterschaft 2008 bestritt er die drei Vorrundenspiele von Beginn an; im Finale gegen Spanien wurde er eingewechselt. Mit seiner Leistung im Turnier konnte Gómez jedoch nicht überzeugen; er vergab Torchancen und blieb ohne Treffer.

### WM 2010
In den folgenden Testspielen sowie in der WM-Qualifikation war er im Abschluss zunächst nicht erfolgreich, was ihm Pfiffe der Zuschauer und Kritik in den Medien einbrachte. Bundestrainer Joachim Löw sprach ihm aber wiederholt das Vertrauen aus. Anfang Juni 2009 beendete er diese „Torflaute“ zumindest in Freundschaftsspielen, als ihm gegen die Vereinigten Arabischen Emirate vier Treffer gelangen, von denen eines zum Tor des Monats gewählt wurde.
Gómez nahm an der WM 2010 in Südafrika teil. In vier Spielen wurde er eingewechselt, blieb jedoch ohne Torerfolg.
In Pflichtspielen war Gómez damit weiterhin seit fast drei Jahren torlos. Im Oktober 2010 erzielte er gegen Kasachstan nach einer Einwechslung sein erstes Pflichtspieltor seit langem. Danach spielte sich der bisherige Ersatzspieler durch einige Verletzungen Miroslav Kloses häufiger in die Startelf und war in der EM-Qualifikation auch an den Siegen der deutschen Mannschaft gegen die Teams aus Aserbaidschan, der Türkei und Belgien mit je einem Tor beteiligt. Er traf somit gegen jeden einzelnen deutschen Qualifikationsgegner. Im Rahmen der Qualifikation schoss er Deutschland am 3. Juni 2011 auch in Österreich mit zwei Toren zum 2:1-Erfolg. Dabei traf er im Ernst-Happel-Stadion genau in das Tor, in das er bei der Euro 2008 trotz Großchancen nicht zu treffen vermochte, und küsste nach seinem ersten Treffer spontan den Torpfosten. Beobachter bewerteten dies als das Überwinden seines Traumas um schlechte Chancenausnutzung im Nationaltrikot und die damit verbundene Kritik von Medien und Fans an ihm, die hier drei Jahre zuvor einen Höhepunkt erreicht hatte. Dennoch kommen auch danach noch, durch seine Historie bedingt, bei Einwechslungen oder durchwachsenen Leistungen immer wieder Pfiffe gegen ihn auf, die häufig erst nach einem Torerfolg verstummen.
In seinem 50. Länderspiel am 11. November 2011, im Testspiel im Olympiastadion in Kiew beim 3:3 gegen die Ukraine, führte er die Mannschaft erstmals als Kapitän aufs Spielfeld.

### EM 2012
Im ersten Gruppenspiel der Europameisterschaft am 9. Juni 2012 erzielte er das Siegtor zum 1:0 gegen die Auswahl Portugals. Im zweiten Spiel am 13. Juni 2012 erzielte er beide Tore beim 2:1-Sieg gegen die Auswahl der Niederlande und wurde zum Player of the Match gewählt. Im letzten Gruppenspiel gegen Dänemark leistete er außerdem eine Vorlage beim 1:0 durch Lukas Podolski. Dennoch musste er sich in jedem Spiel den Platz als Sturmspitze mit Miroslav Klose teilen. In den ersten drei Spielen wurde Klose jeweils für ihn eingewechselt, im Viertelfinale gegen Griechenland bekam Klose den Platz in der Startelf und Gómez wurde eingewechselt. Im Halbfinale gegen Italien stand wieder Gómez in der Startelf, konnte die 1:2-Niederlage jedoch nicht verhindern. Mit drei Toren und einer Torvorlage wurde er Zweiter der Torschützenliste hinter dem Spanier Fernando Torres, der Gómez im Finale von Platz eins verdrängte und die gleiche Bilanz vorzuweisen hatte, hierfür jedoch weniger Einsatzminuten benötigte.

### Keine Nominierung für die WM 2014
Ebenso wie die Hinrunde seiner letzten Saison beim FC Bayern verpasste Gómez verletzungsbedingt die gesamte Qualifikation für die folgende Weltmeisterschaft. Auch nach seinem Wechsel zur AC Florenz kam er aufgrund seiner frühen, langwierigen Knieverletzung zu keinem Pflichtspiel mehr. Lediglich zwei Freundschaftsspiele standen in anderthalb Jahren zu Buche. In der Öffentlichkeit machte man sich mehrmals Hoffnungen, ob Gómez nach überstandener Verletzung noch rechtzeitig fit würde. Doch aufgrund gleich mehrerer folgender Verletzungen im ersten Halbjahr 2014, zuletzt kurz vor Beginn der Turniervorbereitung, konnte er nicht in den Kader für die Weltmeisterschaft 2014 berufen werden und verpasste den ersten Titelgewinn seit 18 Jahren.

### EM 2016: Rückkehr in die Nationalelf
Für die ersten Spiele nach der WM und den Beginn der Qualifikation zur EM 2016 ab September 2014 kehrte er wieder zurück in den Kreis der Nationalelf. Bei dem Spiel in Düsseldorf gegen Argentinien (2:4) gab er nach einem Jahr sein Comeback, vergab jedoch mehrere Torchancen, weshalb er alleine wieder ausgepfiffen wurde, während der Rest der Mannschaft gefeiert wurde. Nach dem Spiel bezeichnete Gómez die Pfiffe als „ein Stück weit mittlerweile normal“. Im folgenden Pflichtspiel vier Tage später wurde er nicht mehr eingesetzt. Aufgrund weiterer Verletzungen und der daraus resultierenden Formschwäche in Florenz wurde er nicht weiter nominiert und verpasste auch die gesamte EM-Qualifikation. Erst nach seinem Wechsel in die Türkei und der folgenden Leistungssteigerung wurde er wieder berufen und kam am 13. November 2015 bei dem von den Terroranschlägen in Paris überschatteten Spiel gegen Frankreich (0:2) erstmals seit anderthalb Jahren zum Einsatz.
Gómez stand im Kader der Nationalmannschaft für die Fußball-Europameisterschaft 2016. Im dritten Vorrundenspiel gegen Nordirland erzielte er das Siegtor zum 1:0-Endstand und im Achtelfinale gegen die Auswahl der Slowakei den Treffer zum zwischenzeitlichen 2:0 (Endstand 3:0). Damit ist er mit insgesamt fünf Toren bei Europameisterschaften neben Jürgen Klinsmann der erfolgreichste deutsche EM-Torschütze. Im Viertelfinale gegen Italien erlitt Gómez einen Muskelfaserriss im rechten hinteren Oberschenkel und musste in der 72. Minute ausgewechselt werden. Durch diese Verletzung fiel er für den Rest der Europameisterschaft aus.

### WM 2018
Bei der WM 2018 in Russland schied er mit der Nationalmannschaft nach der Gruppenphase aus; er war bei allen drei Spielen als Einwechselspieler zum Einsatz gekommen.
Am 5. August 2018 trat Gómez bis auf Weiteres aus der Nationalmannschaft zurück und erklärte, dass er wieder zur Verfügung stehen würde, wenn der Bundestrainer vor der Europameisterschaft 2020 Bedarf sehen sollte. In seiner elf Jahre dauernden Auswahlkarriere hatte der Stürmer 78 A-Länderspiele bestritten und dabei 31 Treffer erzielt.

## Nach der aktiven Karriere
Seit August 2021 ist Gómez Teil des Experten-Teams der UEFA Champions League auf Amazon Prime Video.
Seit Januar 2022 ist Gomez als technischer Direktor von Red Bull Soccer International tätig und ist in dieser Funktion für strategische Planungen und strukturelles Arbeiten bei RB Leipzig, New York Red Bulls und Red Bull Bragantino verantwortlich.

## Erfolge

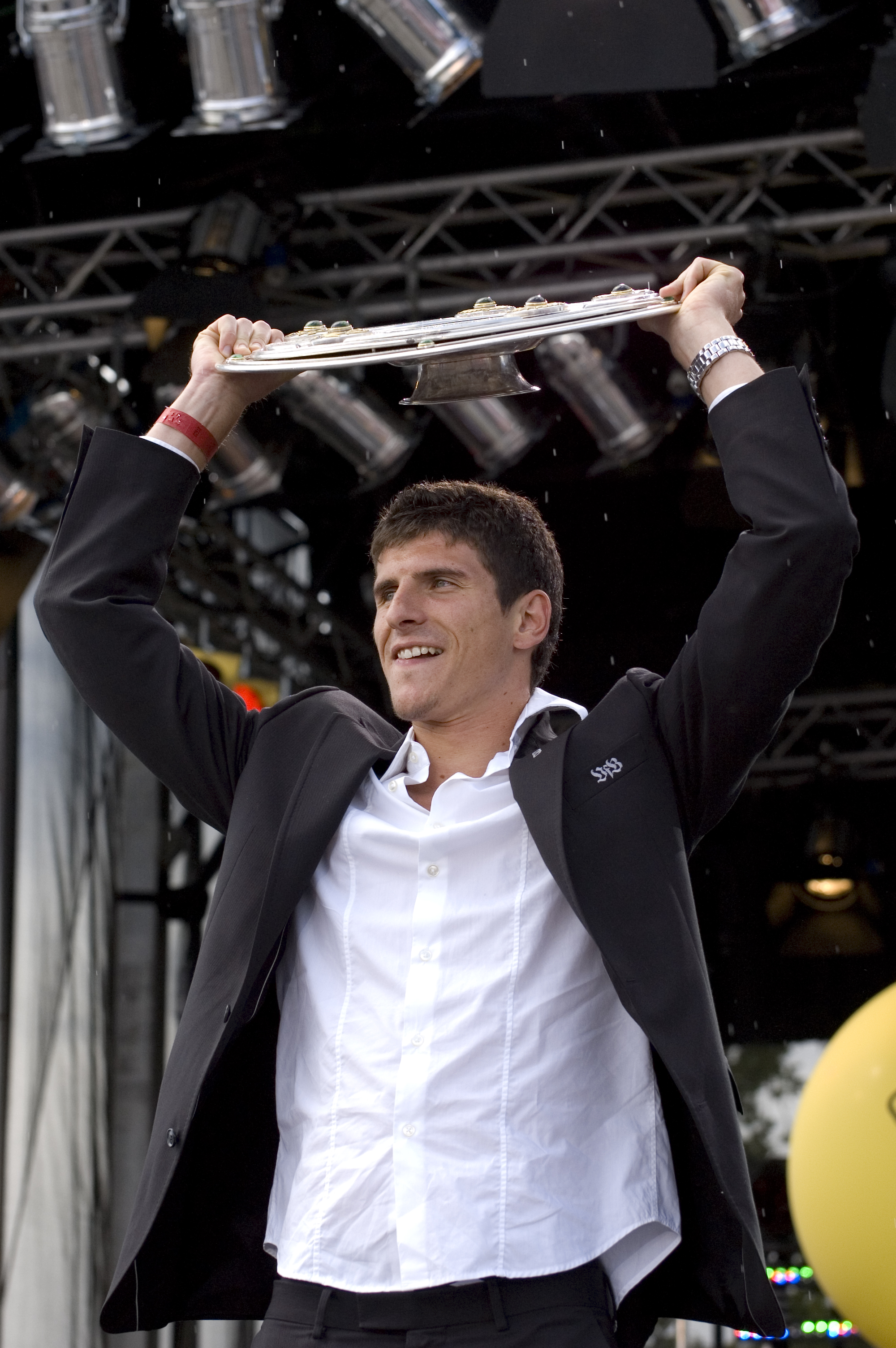
Mario Gómez während der Meisterfeier des VfB Stuttgart 2007

### Nationalmannschaft
- Weltmeisterschaft
  - WM-Dritter: 2010

- Europameisterschaft
  - Vize-Europameister: 2008

### Vereine
VfB Stuttgart
- Deutscher Meister: 2007
- Aufstieg in die Bundesliga: 2020
- DFB-Pokal-Finalist: 2007
- Deutscher A-Juniorenmeister: 2003

FC Bayern München
- UEFA-Champions-League
  - Sieger: 2013
  - Finalist: 2010, 2012
- Deutscher Meister: 2010, 2013
- DFB-Pokal-Sieger: 2010, 2013
- DFL-Supercup-Sieger: 2010, 2012

AC Florenz
- Coppa-Italia-Finalist: 2014

Besiktas Istanbul
- Türkischer Meister: 2016

## Auszeichnungen
- Torschützenkönig
  - Silberner Schuh der Europameisterschaft: 2012
  - Bundesliga-Torschützenkönig: 2010/11
  - DFB-Pokal-Torschützenkönig: 2007/08, 2012/13
  - Torschützenkönig der Coppa Italia: 2014/15
  - Torschützenkönig der Süper Lig: 2015/16

- Silbernes Lorbeerblatt: 2010
- Deutschlands Fußballer des Jahres: 2007
- Kicker-Stürmer des Jahres: 2011
- Mitglied der VDV 11: 2008/09, 2010/11, 2011/12
- Fußballer des Monats: März 2008, Februar, April und Mai 2009
- Torschütze des Monats: Juni 2007[57]
- Mannschaft des Jahres: 2010 (als Mitglied der deutschen Nationalmannschaft); 2013 (als Mitglied des FC Bayern München)

- Einstufung als Weltklasse in der Rangliste des deutschen Fußballs: Sommer 2011, Winter 2011/12

## Trivia

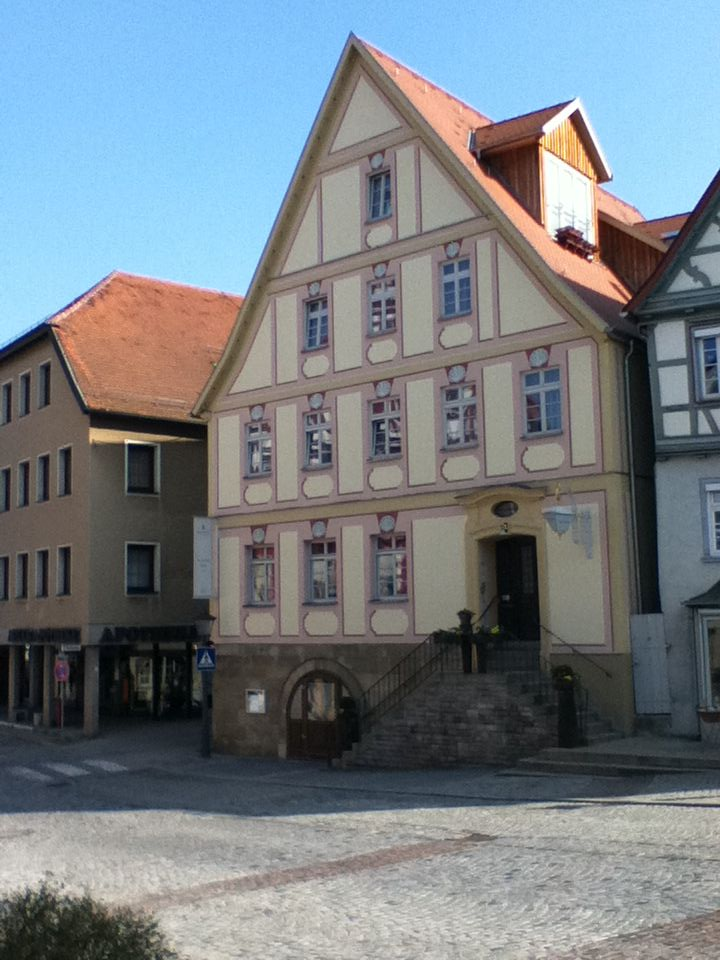
Mario Gómez lässt das Backnanger Stadthaus als Gastwirtschaft betreiben

- 2008 erwarb Gómez das Backnanger Stadthaus.[58]
- 2008 wurde eine kleine Straße in Albuñán, dem Heimatort seiner väterlichen Familie, nach Mario Gómez benannt.[59]
- Im Musikvideo zum Song Hope der Rockband Room77 wirkt er zusammen mit Philipp Lahm und Miroslav Klose mit.
- Mario Gómez engagierte sich im Rahmen des Hilfsprojektes Wir helfen Afrika zur Fußball-Weltmeisterschaft 2010 als Stadtpate für Biberacher helfen Afrika in Südafrika sowie für den Integrationswettbewerb Alle Kids sind VIPs.[60]
- Die deutsche Rockband Die Fraktion schrieb für Mario Gómez den Song Mario Gómez und der Ball geht rein.
- Mario Gómez ist Teil einer Investorengruppe, die für den damaligen Fußball-Regionalligisten SG Sonnenhof Großaspach den Neubau des heimischen Stadions finanzierte.[61]
- Gómez wurde in der dritten Staffel der 3sat-Dokumentationsreihe Der Meisterfälscher von Wolfgang Beltracchi im Stile Vincent van Goghs gemalt.[62]
- Mario Gomez war in seiner Kindheit wegen seiner Begeisterung für die Spielweise des damaligen Teams um Jay-Jay Okocha und Uwe Bindewald Fan von Eintracht Frankfurt.[63]

## Karrierestatistik
| Verein            | Liga             | Saison          | Liga   | Liga | Nat. Pokal | Nat. Pokal | Europapokal | Europapokal | Andere | Andere | Gesamt | Gesamt |
| Verein            | Liga             | Saison          | Spiele | Tore | Spiele     | Tore       | Spiele      | Tore        | Spiele | Tore   | Spiele | Tore   |
| ----------------- | ---------------- | --------------- | ------ | ---- | ---------- | ---------- | ----------- | ----------- | ------ | ------ | ------ | ------ |
| VfB Stuttgart Am. | Regionalliga Süd | 2003/04         | 19     | 6    | -          | -          | -           | -           | -      | -      | 19     | 6      |
| VfB Stuttgart Am. | Regionalliga Süd | 2004/05         | 24     | 15   | -          | -          | -           | -           | -      | -      | 24     | 15     |
| Gesamt            | Gesamt           | Gesamt          | 43     | 21   | -          | -          | -           | -           | -      | -      | 43     | 21     |
| VfB Stuttgart     | Bundesliga       | 2003/04         | 1      | 0    | -          | -          | 1           | 0           | -      | -      | 2      | 0      |
| VfB Stuttgart     | Bundesliga       | 2004/05         | 8      | 0    | 1          | 0          | 1           | 0           | -      | -      | 10     | 0      |
| VfB Stuttgart     | Bundesliga       | 2005/06         | 30     | 6    | -          | -          | 5           | 2           | 3      | 0      | 38     | 8      |
| VfB Stuttgart     | Bundesliga       | 2006/07         | 25     | 14   | 5          | 2          | -           | -           | -      | -      | 30     | 16     |
| VfB Stuttgart     | Bundesliga       | 2007/08         | 25     | 19   | 3          | 6          | 4           | 3           | -      | -      | 32     | 28     |
| VfB Stuttgart     | Bundesliga       | 2008/09         | 32     | 24   | 2          | 3          | 10          | 8           | -      | -      | 44     | 35     |
| Gesamt            | Gesamt           | Gesamt          | 121    | 63   | 11         | 11         | 21          | 13          | 3      | 0      | 156    | 87     |
| FC Bayern München | Bundesliga       | 2009/10         | 29     | 10   | 4          | 3          | 12          | 1           | -      | -      | 45     | 14     |
| FC Bayern München | Bundesliga       | 2010/11         | 32     | 28   | 5          | 3          | 8           | 8           | -      | -      | 45     | 39     |
| FC Bayern München | Bundesliga       | 2011/12         | 33     | 26   | 5          | 2          | 14          | 13          | -      | -      | 52     | 41     |
| FC Bayern München | Bundesliga       | 2012/13         | 21     | 11   | 4          | 6          | 7           | 2           | -      | -      | 32     | 19     |
| Gesamt            | Gesamt           | Gesamt          | 115    | 75   | 18         | 14         | 41          | 24          | -      | -      | 174    | 113    |
| AC Florenz        | Serie A          | 2013/14         | 9      | 3    | -          | -          | 6           | 1           | -      | -      | 15     | 4      |
| AC Florenz        | Serie A          | 2014/15         | 20     | 4    | 4          | 4          | 8           | 2           | -      | -      | 32     | 10     |
| Gesamt            | Gesamt           | Gesamt          | 29     | 7    | 4          | 4          | 14          | 3           | -      | -      | 47     | 14     |
| Beşiktaş Istanbul | Süper Lig        | 2015/16         | 33     | 26   | 3          | 0          | 5           | 2           | -      | -      | 41     | 28     |
| Gesamt            | Gesamt           | Gesamt          | 33     | 26   | 3          | 0          | 5           | 2           | -      | -      | 41     | 28     |
| VfL Wolfsburg     | Bundesliga       | 2016/17         | 33     | 16   | 2          | 1          | -           | -           | 2      | 1      | 37     | 18     |
| VfL Wolfsburg     | Bundesliga       | 2017/18         | 12     | 1    | 3          | 0          | -           | -           | -      | -      | 15     | 1      |
| Gesamt            | Gesamt           | Gesamt          | 45     | 17   | 5          | 1          | -           | -           | 2      | 1      | 52     | 19     |
| VfB Stuttgart     | Bundesliga       | 2017/18         | 16     | 8    | -          | -          | -           | -           | -      | -      | 16     | 8      |
| VfB Stuttgart     | Bundesliga       | 2018/19         | 31     | 7    | 1          | 0          | -           | -           | 2      | 1      | 34     | 8      |
| VfB Stuttgart     | 2. Bundesliga    | 2019/20         | 23     | 7    | 1          | 0          | -           | -           | -      | -      | 24     | 7      |
| Gesamt            | Gesamt           | Gesamt          | 70     | 22   | 2          | 0          | -           | -           | 2      | 1      | 74     | 23     |
| Karriere Gesamt   | Karriere Gesamt  | Karriere Gesamt | 456    | 231  | 43         | 30         | 81          | 42          | 7      | 2      | 587    | 305    |

Stand: Saisonende 2019/20 (Karriereende)